# اندی مکی
اندی مَکِی (انگلیسی: Andy Mackay؛ زادهٔ ۲۳ ژوئیهٔ ۱۹۴۶) موسیقی‌دان و نوازندهٔ چندسازهٔ اهل بریتانیا است. او از سال ۱۹۷۱ میلادی تاکنون مشغول فعالیت بوده و بیشتر به‌عنوان یکی از پایه‌گذاران و نوازندهٔ ابوا و ساکسیفون گروه راکسی میوزیک شناخته می‌شود.